# Sieverne, Rozdolne
Sieverne (în ucraineană Сєверне) este un sat în așezarea urbană Novoselivske din raionul Rozdolne, Republica Autonomă Crimeea, Ucraina.

## Demografie
Componența lingvistică a localității Sieverne
     Rusă (33,53%)
     Ucraineană (6,59%)
     Belarusă (1,2%)
Conform recensământului din 2001, nu exista o limbă vorbită de majoritatea populației, aceasta fiind compusă din vorbitori de rusă (33,53%), ucraineană (6,59%) și belarusă (1,2%).